# Malta (Idaho)
Malta is een plaats (city) in de Amerikaanse staat Idaho, en valt bestuurlijk gezien onder Cassia County.

## Demografie
Bij de volkstelling in 2000 werd het aantal inwoners vastgesteld op 177.
In 2006 is het aantal inwoners door het United States Census Bureau geschat op 174, een daling van 3 (-1,7%).

## Geografie
Volgens het United States Census Bureau beslaat de plaats een oppervlakte van
3,7 km², geheel bestaande uit land. Malta ligt op ongeveer 1377 m boven zeeniveau.

## Plaatsen in de nabije omgeving
De onderstaande figuur toont nabijgelegen plaatsen in een straal van 44 km rond Malta.